# А-IX-2

A-IX-2 («а-девять-два»), гексал — мощное (бризантное) взрывчатое вещество, представляющее собой смесь гексогена (73 %), алюминиевой пудры (23 %) и воска (парафина или церезина) (4 %), используемого в качестве флегматизатора. Представляет собой однородное сыпучее негигроскопичное вещество серо-стального цвета. Гексал активно используется для снаряжения современных боеприпасов, в том числе в Российской армии.
Изобретено советским инженером Евгением Григорьевичем Лединым в 1938—40 годах, а фактически принято на вооружение в феврале 1942 года. Первоначально в качестве флегматизатора им применялся галовакс, хлорнафталин. Активно использовалось Советской армией и продолжает использоваться ВС РФ.

## Характеристики
- Плотность заряжания — 1650—1750 кг/м³.
- Температура взрыва 5000 °С, температура вспышки — 207 °С.
- Удельная энергия взрывного превращения 6,35 — 6,48 МДж/кг.
- Удельный объём продуктов взрыва — 0,75 м³/кг.
- Скорость детонации при плотности: ρ0 = 1800 кг/м³ — 8400 м/с; ρ0 = 1730 кг/м³ — 8000 м/с; ρ0 = 1700 кг/м³ — 7900 м/с[1].